# 키안콴지구
키안콴지구(Kyankwanzi)는 우간다의 구로 행정 중심지는 키안콴지이며 면적은 2,455.3km2, 인구는 182,900명(2012년 기준)이다. 행정 구역상으로는 중부 주에 속한다. 동쪽으로는 나카세케 구, 남동쪽으로는 키보가 구, 남서쪽으로는 무벤데 구와 키발레 구, 북쪽으로는 호이마 구, 마신디 구와 접한다.